# Newberry, South Carolina
Newberry är en stad i den amerikanska delstaten South Carolina med en yta av 17 km². Newberry är administrativ huvudort i Newberry County. Vid 2020 års folkräkning hade Newberry 10 691 invånare.

## Kända personer från Newberry
- Coleman Livingston Blease, politiker